# Bevons
Bevons település Franciaországban, Alpes-de-Haute-Provence megyében. Lakosainak száma 256 fő (2022. január 1.). Bevons Noyers-sur-Jabron, Sisteron, Valbelle és Val-Buëch-Méouge községekkel határos.

## Népesség
A település népességének változása:
| Lakosok száma | 79   | 91   | 115  | 167  | 244  | 238  | 240  | 252  | 253  | 256  |
|               | 1968 | 1982 | 1990 | 2006 | 2013 | 2015 | 2017 | 2019 | 2020 | 2022 |